# Chikugogawa
Chikugogawa (japanska: 筑後川?, Chikugo-gawa) eller Chikugo är en flod på ön Kyushu i Japan. Den är 143 kilometer lång och är den längsta floden på Kyushu. Chikugofloden har sina källor omkring vulkanen Aso i Kumamoto prefektur och mynnar ut i Ariakebukten vid  Ōkawa i Fukuoka prefektur.

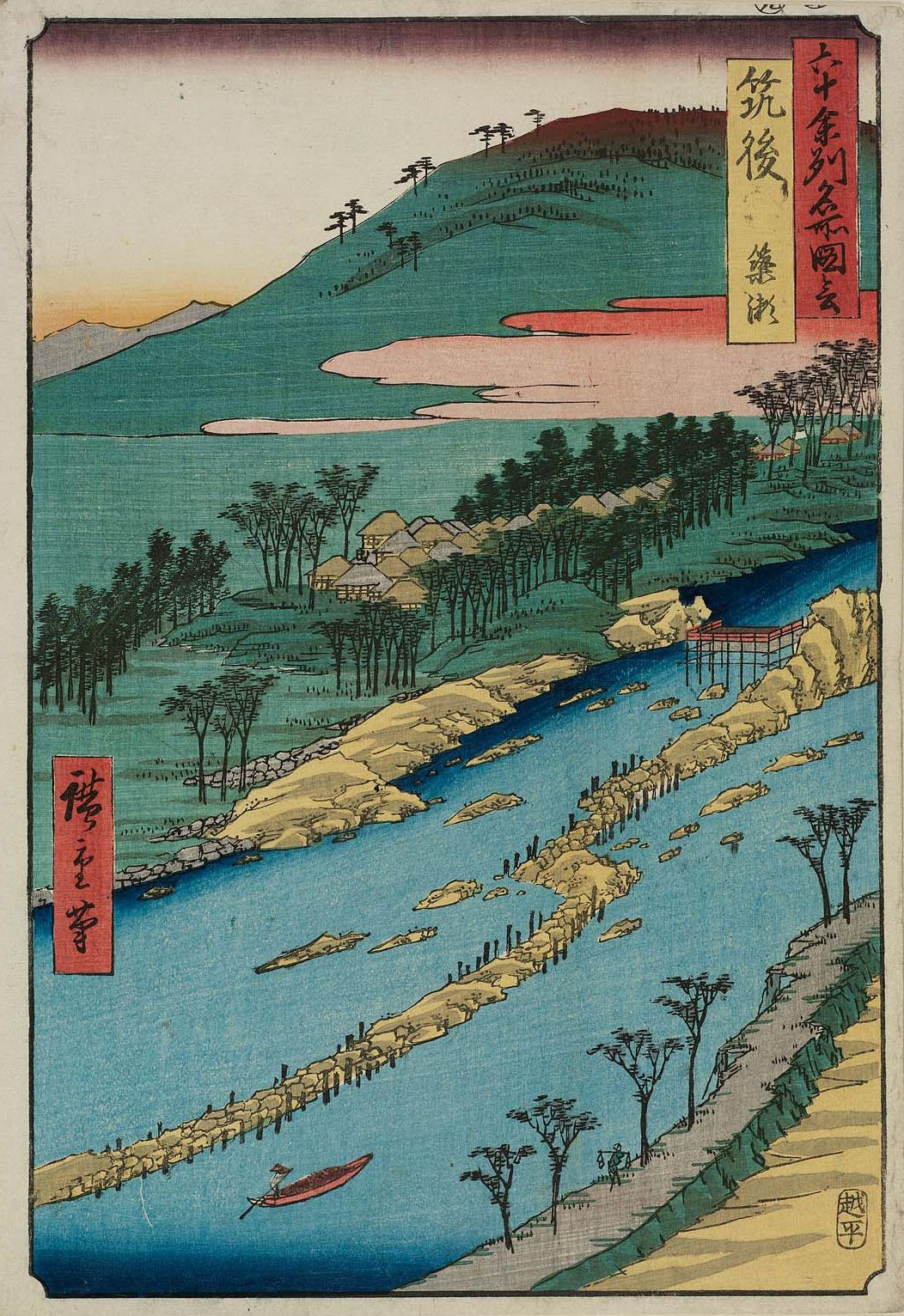
Chikugofloden, bild av Hiroshige, 1855.